# Rosenroter Schmierling
Der Rosenrote Schmierling (Gomphidius roseus) ist eine Pilzart aus der Familie der Schmierlingsverwandten. Aufgrund der oftmals gelbfleischigen Stielbasis wird er auch Rosenroter Gelbfuß genannt, wenngleich der zweite Namensteil der nahe verwandten Gattung Chroogomphus als Trivialname dient. Die Art bildet mit Kiefern eine Mykorrhiza und parasitiert das Myzel des Kuh-Röhrlings.

## Merkmale

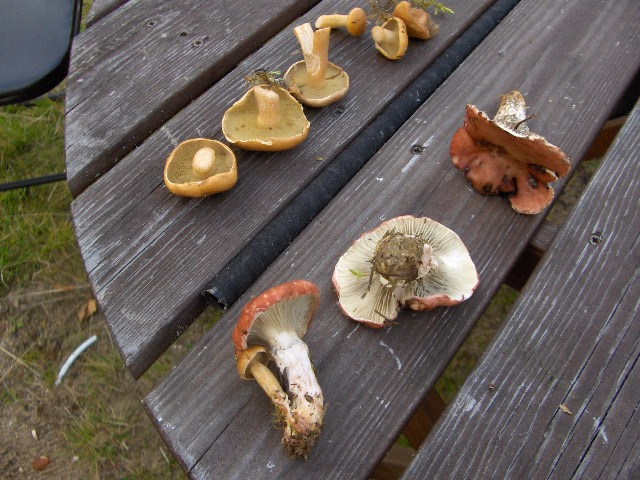
Verbundene Stielbasen des Rosenroten Schmierlings und des Kuh-Röhrlings

### Makroskopische Merkmale
Der Hut des Rosenroten Schmierlings ist 2–5 cm breit, zunächst halbkugelig geschlossen und später trichterförmig ausgebreitet. Die auch bei feuchtem Wetter nur schmierige und nicht schleimige Huthaut ist blass rosa bis leuchtend rosenrot gefärbt. Die am Stiel herablaufenden Lamellen sind beim jungen Pilz weißlich, dann blass grau und aufgrund des schwarzbraunen Sporenpulvers schließlich grauoliv gefärbt. Der weiße Stiel ist zur Basis hin zugespitzt und besitzt im Bereich des Lamellenansatzes eine wollig verdickte Ringzone. Das weiße Fleisch des Rosenroten Schmierlings ist an der Stielbasis rötlich bis gelblich gefärbt. Es besitzt keinen besonderen Geruch oder Geschmack.

### Mikroskopische Merkmale
Die Sporen sind spindelig geformt und messen 16–21 × 4,5–6,5 Mikrometer. Die keuligen Basidien mit vier Sterigmen sind 50–55 Mikrometer lang und 9–14 Mikrometer dick. Die zylindrischen Cheilozystiden messen 100–125 × 10–14 Mikrometer, die ähnlich geformten Pleurozystiden sind deutlich kleiner.

## Artabgrenzung
Der Pilz ist aufgrund seiner Hutfarbe nur schwer mit anderen Arten seiner Gattung zu verwechseln. Von oben betrachtet kann eine gewisse Ähnlichkeit mit roten Spei-Täublingen wie dem Kirschroten Spei-Täubling bestehen.

## Ökologie und Phänologie
Der Rosenrote Schmierling ist ein Mykorrhizapilz, der in Kiefernwäldern auf sauren Sandböden zu finden ist und dort oft zwischen Heidekraut wächst. Die Spezies ist oft direkt mit dem Kuh-Röhrling vergesellschaftet, dessen Myzel sie parasitiert.
Die einzeln oder gesellig wachsenden Fruchtkörper erscheinen im Sommer und Herbst etwa von Juli bis Oktober.

## Verbreitung
Die Art ist in der Holarktis Europas und Asiens meridional bis boreal verbreitet. In Nordamerika kommt sie nicht vor.

## Bedeutung
Der Rosenrote Schmierling ist essbar.

### Einzelnachweis
1. ↑  
Pål Axel Olsson, Babette Munzenberger, Shahid Mahmood, Susanne Erland: Molecular and anatomical evidence for a three-way association between Pinus sylvestris and the ectomycorrhizal fungi Suillus bovinus and Gomphidius roseus. In: Mycological Research. Band 104, Nr. 1372–1378. British Mycological Society, 2000, doi:10.1017/S0953756200002823.